# Флаг Северского сельского поселения
Флаг муниципального образования Се́верское сельское поселение Северского района Краснодарского края Российской Федерации — опознавательно-правовой знак, служащий официальным символом муниципального образования.
Флаг утверждён 23 сентября 2010 года и 17 декабря 2010 года внесён в Государственный геральдический регистр Российской Федерации с присвоением регистрационного номера 6467.

## Описание
«Прямоугольное полотнище с отношением ширины к длине 2:3 зелёного цвета, несущее вдоль нижнего края две полосы — верхнюю фигурную, понижающуюся от краёв к середине, в виде белой стены с башней, на шпиле которой — звезда; и нижнюю — голубую; на основной, зелёной части — жёлтое изображение казака, скачущего верхом (фигуры из герба поселения)».

## Обоснование символики
Флаг языком символов и аллегорий отражает исторические и экономические особенности Северского сельского поселения.
Своё название административный центр поселения станица Северская получила по желанию сына российского императора Николая I Великого князя Михаила Николаевича в честь Северского драгунского полка, который за год до этого именно в этих местах вступил в жаркий бой с черкесским отрядом.
Северский драгунский полк, в свою очередь, получил имя от древнего русского города Новгород-Северский, некогда столицы Северского княжества.
В настоящее время Северская — уютная, утопающая в зарослях фруктовых садов станица Краснодарского края, которая расположена на речке Убин (левый приток Кубани).
Крепость на флаге поселения, созвучная крепости герба Новгород-Северского, символизирует связь с прошлым и указывает на происхождение названия поселения и его административного центра — станицы Северской. Количество лучей в звезде изменено на девять (на гербе Новгород-Северского звезда восьмилучевая), что символизирует количество населённых пунктов в поселении в настоящее время. Крепость — символ защиты, охраны. Звезда — символ путеводности, избранности, первоисточника энергии.
Скачущий всадник в форме Северского драгунского полка — символ побед Русского оружия на Кавказе.
Голубая часть полотнища — аллегория реки Убин, протекающей по территории поселения. Голубой цвет (лазурь) также символ возвышенных устремлений, искренности, преданности, возрождения.
Зелёный цвет символизирует весну, здоровье, природу, молодость и надежду.
Белый цвет (серебро) — символ чистоты, открытости, божественной мудрости, примирения.
Жёлтый цвет (золото) — символ урожая, богатства, стабильности, уважения, солнечного тепла и энергии.